# Пинга (португальский футболист)
А́ртур ди Со́уза (порт. Artur de Sousa; 30 сентября 1909, Фуншал, Португалия — 12 июля 1963, Порту, Португалия), также известный как Пи́нга (порт. Pinga) — португальский футболист, первая легенда «Порту». Также распространено мнение о ди Соузе как о первом великом игроке в истории португальского футбола. Известный тренер Кандидо ди Оливейра, возглавлявший португальскую национальную сборную в период выступлений за неё Артура ди Соузы, признавал его «самым талантливым игроком Португалии» и называл ди Соузу «художником футбола», «пылающим игрой». В честь футболиста названа улица в его родном Фуншале, причём его прозвище в данном случае соединено с настоящим именем (Artur de Sousa Pinga).

## Мадейра. Понта-Делгада. Порту
Родившийся и выросший на Мадейре Артур ди Соуза начинал играть в «Маритиму», клубе из главного города архипелага. До того, как переехать на континент, ди Соуза трижды выиграл региональный чемпионат, стал фигурантом нескольких скандалов и получил первый вызов в национальную команду Португалии. Его исключительный талант проявился в бытность игроком команды из Фуншала, состав которой ди Соуза пополнил в семнадцатилетнем возрасте. 23 июня 1930 года ди Соуза отлично провёл матч против «Порту», в результате чего клуб из одноименного города попытался незамедлительно заполучить футболиста. Однако на предложение о переходе ди Соуза ответил отказом, сославшись на нежелание покидать остров и решительную позицию своей матери. Это решение чуть было не перечеркнуло футбольную карьеру ди Соузы. Вскоре из-за разногласий с руководителями «Маритиму» он был отправлен в 5-месячную «ссылку» на азорский остров Сан-Мигел, что намного дальше, чем от Мадейры до Порту; ди Соуза стал выступать в составе команды «Унион Микаэленсе», представлявшей город Понта-Делгада. В конце ноября 1930 года, по-прежнему оставаясь футболистом более чем скромного «Микаэленсе», Артур впервые получил вызов в сборную Португалии. 30 ноября дебютировал в ней в игре против сборной Испании (0:1), восьмом поединке в серии из одиннадцати товарищеских встреч. Матч состоялся на Campo do Ameal в Порту, и этот факт приблизил ди Соузу к одноименному футбольному клубу. После международного матча Артур был возвращён в «Маритиму», но защищать цвета этого клуба больше не хотел, и потому вернулся к предложению «Порту». Главный тренер клуба из континентальной Португалии, Йожеф (Жозе) Сабо, лично настаивал на приобретении ди Соузы, возможности которого прекрасно знал, так как будучи игроком «Насьонала» непосредственно сталкивался с ним на футбольном поле, в том числе и в рамках Чемпионата Мадейры. Президент «Порту» Эдуарду Вилареш был солидарен с главным тренером и посчитал, что сложившаяся вокруг ди Соузы конфликтная ситуация - самое удачное время для того, чтобы забрать его. Переговоры продолжались почти весь декабрь и, поскольку речь о согласии футболиста уже не шла, завершились успешно.

## В стане «драконов». «Полдень трёх дьяволов»
23 декабря 1930 года Артур ди Соуза официально стал игроком «Порту» (к слову, руководители «Маритиму» впоследствии неоднократно заявляли о незаконности трансфера ди Соузы, поскольку якобы не давали на это согласия, и обвиняли менеджеров «Порту» в фальсификации соответствующих документов), а 25 декабря - дебютировал за него. Произошло это в матче против «Салгейруша» в рамках Чемпионата Порту: на домашней арене Campo da Constituição «сине-белые» разгромили гостей со счётом 9:2 (по другим данным - 10:2). Но свой первый мяч за новый клуб ди Соуза забил не в этом, обильном на голы матче, а в следующем, более упорном, состоявшемся 28 декабря на том же стадионе: со счётом 3:2 «Порту» одолел «Эйринаш». Артуру не потребовалось много времени, чтобы полюбиться болельщикам - завидная техника, фантастический контроль мяча, работоспособность сделали его одним из самых популярных футболистов в глазах поклонников команды из Порту. В течение последующих шестнадцати сезонов ди Соуза провёл за «Порту» 400 матчей, в которых забил рекордные 394 гола. Легендарная команда в числе прочих трофеев завоевала первые для клуба золотые медали национального чемпионата. Разгромы, учинённые нападающими «Порту» ди Соузой, Асасио Мескитой и Валдемаром Мотой футбольной сборной Будапешта (4:7) и венскому «Фёрсту» (0:3), одной из лучших европейских команд того времени, вошли в историю как «Полдень трёх дьяволов». Впервые это название появилось после Рождества 1933 года, спустя неделю после матча с венгерской командой и вскоре после поединка с австрийцами, состоявшегося как раз в полдень. Имя «три дьявола» в дальнейшем часто использовалось применительно к футболистам линии нападения португальского клуба, а ди Соуза внёс личный вклад в романтизацию этого периода, возвращаясь к нему в своих поэтических интервью и выступлениях.

Не хочу показаться тщеславным, но мы втроём комбинировали и забивали мячи настолько быстро и легко, что иногда даже сами не понимали, как именно случился тот или иной гол.— Артур ди Соуза
Все участники «дьявольского» трио - Мота, Мескита, ди Соуза, а также сменившие впоследствии первых двоих Алваро Перейра и Авелино Мартинш, дебютировали в сборной Португалии в один день.

## Последние годы игровой карьеры
На свой последний матч в футболке национальной команды Артур ди Соуза вышел с капитанской повязкой. Товарищеская встреча со Швейцарией состоялась 1 января 1942 года в Лиссабоне, и 32-летний ди Соуза был единственным в составе своей сборной из числа футболистов ноябрьского призыва 1930 года. В общей сложности он сыграл за сборную 23 матча, 11 из которых - матчи против Испании; из девяти забитых за национальную команду голов в ворота испанцев влетели три. Также ди Соуза забивал сборным Бельгии, Венгрии, Германии, Швейцарии и Югославии. Окончание клубной карьеры не заставило себя ждать, хотя и случилось в связи с серией трагических случайностей, сиречь тяжёлой травмой колена и осложнениями, связанными с неудачной операцией на мениске. 7 июля 1946 года ди Соуза сыграл в своём прощальном матче. Соперником «Порту» стала объединённая команда, в которую вошли футболисты «Академики», «Белененсиша», «Бенфики» и «Спортинга»; матч закончился со счётом 5:4 в пользу «Порту», и растроганный ди Соуза, не скрывая слёз, под овации публики навсегда покинул футбольное поле. «Порту» достойно проводил одного из лучших игроков в своей истории - последний матч ди Соузы прошёл в рамках целого фестиваля, организованного совместно с федерацией футбола Португалии и посвящённого ему одному. На домашнем стадионе «драконов» состоялся праздничный парад, в котором приняли участие более 500 спортсменов со всей страны.
Приводимая выше характеристика ди Соузы «художником футбола» была дана Кандидо ди Оливейрой в апреле 1945 года. Интересно, что тренер не мог знать о травме ди Соузы, однако говорил о своём бывшем подопечном в прошедшем времени: «Всё в нём было превосходно: техника, созидание, интеллект, воображение. Он лучше всех играл в одно касание, лучше всех выбирал позицию, лучше всех финтил. Он умел чувствовать игру и понимал её настолько тонко, насколько это возможно. У нас ещё не было игрока, так глубоко и всеобъемлюще понимающего футбол».

## Тренерская карьера
Тренерского опыта Артур ди Соуза набирался в клубе из низшего дивизиона «Тирсенсе». С «Тирсенсе» ди Соуза и напомнил о себе, сенсационно выбив лиссабонский «Спортинг» из розыгрыша Кубка Португалии. Наивысшей точкой в его тренерской карьере является сезон 1949/50, который ди Соуза провёл в качестве главного тренера «Порту». Заняв лишь 5-е место в чемпионате, ди Соуза переместился на должность помощника главного тренера. Затем он работал в различных детских и юношеских командах этого клуба. В 1963 году возглавил команду второго дивизиона «Гувейя», но проработал в ней лишь несколько месяцев. Затем вновь вернулся в «Порту», став помощником тренера юношеской команды. Но проработал недолго: язва желудка и цирроз печени свели в могилу 53-летнего экс-футболиста, тренера и педагога. Похоронен Артур ди Соуза на кладбище Аграмонте в Порту.

## Награды и достижения

### Командные
Маритиму
- Чемпион Мадейры: (3) 1926/27, 1928/29, 1929/30

 Порту
- Чемпион Португалии: (3) 1934/35, 1938/39, 1939/40
- Обладатель Кубка Португалии: (2) 1931/32, 1936/37
- Обладатель Иберийского Кубка: 1935
- Чемпион Порту: (14) 1930/31, 1931/32, 1932/33, 1933/34, 1934/35, 1935/36, 1936/37, 1937/38, 1938/39, 1940/41, 1942/43, 1943/44, 1944/45, 1945/46
- Серебряный призёр чемпионата Португалии: 1935/36, 1937/38, 1940/41
- Финалист Кубка Португалии: 1930/31

### Личные
- Лучший бомбардир чемпионата Португалии: 1935/36

## Статистика выступлений
| Клуб             | Сезон            | Лига | Лига | Кубок | Кубок | Прочие | Прочие | Итого | Итого |
| Клуб             | Сезон            | Игры | Голы | Игры  | Голы  | Игры   | Голы   | Игры  | Голы  |
| ---------------- | ---------------- | ---- | ---- | ----- | ----- | ------ | ------ | ----- | ----- |
| Маритиму         | 1928/29          | -    | -    | 1     | 0     | 0      | 0      | 1     | 0     |
| Маритиму         | 1929/30          | -    | -    | 0     | 0     | 0      | 0      | 0     | 0     |
| Маритиму         | Итого            | 0    | 0    | 1     | 0     | 0      | 0      | 1     | 0     |
| Порту            | 1930/31          | -    | -    | 0     | 0     | 0      | 0      | 0     | 0     |
| Порту            | 1931/32          | -    | -    | 7     | 5     | 0      | 0      | 7     | 5     |
| Порту            | 1932/33          | -    | -    | 8     | 11    | 0      | 0      | 8     | 11    |
| Порту            | 1933/34          | -    | -    | 0     | 0     | 0      | 0      | 0     | 0     |
| Порту            | 1934/35          | 13   | 11   | 4     | 0     | 0      | 0      | 17    | 11    |
| Порту            | 1935/36          | 14   | 21   | 4     | 4     | 1      | 3      | 19    | 28    |
| Порту            | 1936/37          | 12   | 13   | 6     | 5     | 0      | 0      | 18    | 18    |
| Порту            | 1937/38          | 12   | 7    | 3     | 1     | 0      | 0      | 15    | 8     |
| Порту            | 1938/39          | 14   | 6    | 6     | 5     | 0      | 0      | 20    | 11    |
| Порту            | 1939/40          | 16   | 9    | 6     | 13    | 0      | 0      | 22    | 22    |
| Порту            | 1940/41          | 12   | 4    | 5     | 5     | 0      | 0      | 17    | 9     |
| Порту            | 1941/42          | 21   | 8    | 1     | 0     | 0      | 0      | 22    | 8     |
| Порту            | 1942/43          | 18   | 5    | 3     | 7     | 0      | 0      | 21    | 12    |
| Порту            | 1943/44          | 18   | 3    | 4     | 1     | 0      | 0      | 22    | 4     |
| Порту            | 1944/45          | 10   | 1    | 2     | 0     | 0      | 0      | 12    | 1     |
| Порту            | 1945/46          | 2    | 1    | 0     | 0     | 0      | 0      | 2     | 1     |
| Порту            | Итого            | 162  | 89   | 59    | 57    | 1      | 3      | 222   | 149   |
| Всего за карьеру | Всего за карьеру | 162  | 89   | 60    | 57    | 1      | 3      | 223   | 149   |